# 26 tháng 11
Ngày 26 tháng 11 là ngày thứ 330 (331 trong năm nhuận) trong lịch Gregory. Còn 35 ngày trong năm.

## Sự kiện
- 1161 – Trận Thái Thạch: Các chiến thuyền của Nam Tống và [[nhà Kim.đánh nhâu  Trường Giang nay thuộc An Huy.
- 1476 – Vlad III Ţepeş, hay Dracula, đánh bại Basarab Laiota và lần thứ ba trở thành quân chủ của Wallachia.
- 1789 – Lễ Tạ ơn được tiến hành ở quy mô quốc gia tại Hoa Kỳ theo đề nghị Tổng thống George Washington và được Quốc hội phê chuẩn.
- 1812 – Trận Berezina bắt đầu.
- 1942 – Bộ phim Casablanca của đạo diễn Michael Curtiz được công chiếu tại thành phố New York, Hoa Kỳ.
- 1924 – Đảng Nhân dân Mông Cổ tuyên bố phế bỏ chế độ quân chủ, thành lập nước Cộng hòa Nhân dân Mông Cổ.
- 1990 – Sở Giao dịch Chứng khoán Thượng Hải được phê chuẩn thành lập.
- 2003

– Máy bay chở khách Concorde tiến hành chuyến bay cuối cùng của mình, hạ cánh xuống Bristol thuộc Anh Quốc.
- Quốc hội ban hành Nghị quyết số 22/2003/QH11 chia tỉnh Đắk Lắk thành hai tỉnh Đắk Lắk và Đắk Nông. Khi tách ra, tỉnh Đắk Nông có 6 đơn vị hành chính gồm 6 huyện: Cư Jút, Đắk Mil, Đắk Nông, Đắk R'lấp, Đắk Song, Krông Nô. Tỉnh lỵ đặt tại thị trấn Gia Nghĩa, huyện Đắk Nông.
- 2008 – Một số thành viên được cho là thuộc tổ chức Lashkar-e-Taiba tiến hành 12 vụ tấn công phối hợp tại Mumbai, Ấn Độ.

## Sinh
- 656 – Đường Trung Tông Hoàng Thị Huyền Trang, sinh ngày Ất Sửu tháng 11 âm lịch, (m. 710)
- 1288 – Thiên hoàng Go-Daigo của Nhật Bản, sinh ngày 2 tháng 11 âm lịch (m. 1339).
- 1607 – John Harvard, mục sư người Anh hoạt động tại thuộc địa của nước này ở châu Mỹ (m. 1638)
- 1857 – Ferdinand de Saussure, nhà ngôn ngữ học người Thụy Sĩ (m. 1913)
- 1876 – Willis Carrier, kỹ sư người Mỹ, phát minh ra Điều hòa không khí (m. 1950)
- 1898 – Karl Ziegler, nhà hóa học người Đức, đoạt Giải Nobel hóa học (m. 1973)
- 1902 – La Vinh Hoàn, nguyên soái Trung Quốc (m. 1962)
- 1909 – Eugène Ionesco, nhà soạn kịch người Romania-Pháp (m. 1994)
- 1931 – Adolfo Pérez Esquivel, họa sĩ, nhà điêu khắc và nhà hoạt động người Argentina, đoạt Giải Nobel Hòa bình
- 1939 – 
  - Abdullah bin Ahmad Badawi, chính trị gia Malaysia, Thủ tướng thứ năm của Malaysia
  - Tina Turner, ca sĩ, vũ công, và diễn viên người Mỹ
- 1942 – Đặng Thùy Trâm, bác sĩ, liệt sĩ Việt Nam (m. 1970)
- 1948 – Elizabeth Blackburn, nhà sinh học người Mỹ gốc Úc
- 1951 – 
  - Ilona Staller, diễn viên khiêu dâm, ca sĩ, chính trị gia người Hungaria-Ý
  - Kim Siêu Quần, diễn viên Đài Loan
- 1954 – Velupillai Prabhakaran, người sáng lập và thủ lĩnh của tổ chức Những con Hổ giải phóng Tamil tại Sri Lanka (m. 2009)
- 1968 – Ngọc Sơn, ca sĩ, nhạc sĩ người Việt Nam
- 1973 – Peter Facinelli, diễn viên người Mỹ
- 1981 – Natasha Bedingfield, ca sĩ-người viết ca khúc người Anh
- 1983 – 
  - Chris Hughes, doanh nhân người Mỹ, đồng sáng lập của Facebook
  - Thúy Khanh, nữ ca sĩ,  DJ người Việt Nam
- 1990 – Danny Welbeck, cầu thủ bóng đá người Anh
- 1999 - Nguyễn Văn Toản, Thủ môn CLB Hải Phòng, Việt Nam

## Mất
- 399 – Giáo hoàng Siriciô (s. 334)
- 1504 – Nữ vương Isabel I của Castilla (s. 1451)
- 1844 – Nguyễn Phúc Quang Tĩnh, phong hiệu Hương La Công chúa, công chúa con vua Minh Mạng (s. 1817)
- 1851 – Nicolas Jean de Dieu Soult, thống chế người Pháp (s. 1769)
- 1855 – Adam Mickiewicz, thi nhân người Ba Lan (s. 1798)
- 1959 – Albert William Ketèlbey, người biểu diễn dương cầm, người chỉ huy dàn nhạc, nhà soạn nhạc người Anh (s. 1875)
- 1962 – Albert Sarraut, chính trị gia người Pháp, Thủ tướng thứ 106 của Pháp (s. 1872)
- 1964 – Bodil Ipsen, diễn viên, đạo diễn người Đan Mạch (s. 1889)
- 1978 – Thanh Nga, nghệ sĩ cải lương người Việt Nam (s. 1942).
- 1996 – Paul Rand, nhà thiết kế tạo hình người Mỹ (s. 1914)
- 2008 - Phạm Văn Đổng, Thiếu tướng Quân lực Việt Nam Cộng hòa
- 2012 – Joseph E. Murray, bác sĩ người Mỹ, đoạt giải Nobel Sinh lý và Y khoa (s. 1919)